# Капронова кислота
Капронова кислота (гексанова кислота) С5Н11COOH — одноосновна насичена карбонова кислота. Це безбарвна масляниста рідина з неприємним запахом. У природі капронова кислота знаходиться в різних тваринних жирах.
Солі та  ефіри капронової кислоти називаються  гексанатами.
Вона міститься в деревині Goupia tomentosa; може бути отримана: з нітрила — Н3C[CH2]4CN, окисненням нормального гексанола, окисненням рицинового масла (див. рицинолева кислота); утворюється при бродінні цукру в присутності гнилого сиру, чому і є побічним продуктом при маслянокислому бродінні (див. масляна кислота); з фібрина вона утворюється під впливом стрептококів. Для добування рекомендується фракціювання сирої масляної кислоти, пов'язана з промиванням фракцій водою (масляна кислота порівняно розчинна).